# 1159 Granada
Granada (asteróide 1159) é um asteróide da cintura principal com um diâmetro de 29,98 quilómetros, a 2,2407262 UA. Possui uma excentricidade de 0,0583216 e um período orbital de 1 340,67 dias (3,67 anos).
Granada tem uma velocidade orbital média de 19,30855021 km/s e uma inclinação de 13,03267º.
Esse asteróide foi descoberto em 2 de Setembro de 1929 por Karl Reinmuth.